# Пелусозеро (озеро)
Пелусозеро — пресноводное озеро на территории Кривецкого сельского поселения Пудожского района Республики Карелии.

## Общие сведения
Площадь озера — 6,1 км², площадь водосборного бассейна — 25,9 км². Располагается на высоте 120,7 метров над уровнем моря.
Форма озера лопастная, продолговатая: оно почти на четыре километра вытянуто с севера на юг. Берега изрезанные, каменисто-песчаные, преимущественно возвышенные.
Из залива на северной стороне озера берёт начало река Корба, в верхнем течении имеющая название Верхняя Корба. Корба впадает в Салмозеро, из которого берёт начало река Пизьма, приток реки Водлы, впадающей в Онежское озеро.
В озере более десяти островов различной площади, рассредоточенных по всей площади водоёма. Большинство из них имеют названия: Окоблев, Заляжный, Осиновец, Васильев, Овечий, Бабий, Чийчий, Толокный Нос и Будунов.
На северном берегу Пелусозера располагается нежилая одноимённая деревня, к которой подходит просёлочная дорога.
Код объекта в государственном водном реестре — 01040100411102000019380.